# Weltraumspiegel
Weltraumspiegel sind Satelliten, die als eine Form von Geoengineering dazu bestimmt sind, die Menge an Sonnenstrahlung zu verändern, die auf die Erde einwirkt. In den Jahren 1923, 1929, 1957 und 1978 veröffentlichte der Physiker Hermann Oberth seine Weltraumspiegel-Konzeption, mit der von der Erdumlaufbahn aus die Einstrahlung verstärkt oder abgelenkt werden könnte. In den 1980er Jahren wurden von anderen Wissenschaftlern hauptsächlich Sonnenschutzflächen als ein Weg theoretisiert, Sonnenstrahlung vom Lagrange-Punkt zwischen Sonne und Erde aus abzuschwächen, um der globalen Erwärmung entgegenzuwirken und deren Theorien wurden in den 2000er Jahren ernsthaft in Betracht gezogen.
Es gab mehrere Vorschläge zum Weltraum-Sonnenschutz, aber wegen der Bedenken zur Technologie, Logistik, zu den Kosten im Vergleich zu anderen diskutierten Methoden des Geoengineering und zu den Risiken der Anwendung wurde bisher kein Vorschlag ausgeführt, außer dem kleinen Znamya-Testprojekt durch Russland.

## Allgemeines Konzept

### Geschichte
Das Konzept des Baus von Weltraumspiegeln als Methode des Geoengineering geht auf die Veröffentlichungen des Physikers Hermann Oberth in den Jahren 1923, 1929, 1957 und 1978, sowie auf andere Konzepte zu Weltraum-Sonnenschutz anderer Wissenschaftler in den 1980er Jahren zurück. 1923 beschrieb Hermann Oberth in seinem Buch „Die Rakete zu den Planetenräumen“ erstmals seine Weltraumspiegel mit einem Durchmesser von 100 bis 300 km, die aus einem Gitter-Netzwerk aus individuell einstellbaren Facetten bestehen sollen. Weltraumspiegel im Orbit um die Erde, wie sie von Hermann Oberth vorgeschlagen worden sind, sollen Sonnenlicht auf einzelne Regionen der Erdoberfläche konzentrieren, d. h. die Einstrahlung verstärken, oder in den Weltraum ablenken. Es geht also nicht um die Abschwächung der Sonneneinstrahlung auf der gesamten beschienenen Erdoberfläche, wie dies bei der Errichtung einer Weltraum-Sonnenschutzfläche am Lagrange-Punkt zwischen Sonne und Erde der Fall wäre.
Diese riesigen Spiegel im Orbit – auf dem Mond aus Mondmineralien hergestellt – könnten genutzt werden, um einzelne Städte zu beleuchten, als Mittel zum Schutz vor Naturkatastrophen, zur Kontrolle von Wetter und Klima, um zusätzlichen Lebensraum für zig Milliarden Menschen zu schaffen, schrieb Hermann Oberth. Dass man mit diesen Raumspiegeln die Bahnen der barometrischen Hoch- und Tiefdruckgebiete beeinflussen könnte, schien Hermann Oberth am wichtigsten zu sein, S. 193. "Wenn die Klimakipp-Punkte überschritten werden sollten und diese Weltraumspiegel die Ultima Ratio der Menschheit sein würden, dann ist deren Verwirklichung trotzdem schwer vorstellbar."
Andere Wissenschaftler schlugen in den 1980er Jahren vor, das Klima der Venus abzukühlen, um für eine theoretische Zukunft zu sorgen, in der Menschen andere Planeten besetzen. 1989 schlug James Early, der am Lawrence Livermore National Laboratory arbeitete, vor, einen Weltraum-Sonnenschutz von 2000 km Durchmesser am Lagrange-Punkt L1 zwischen Sonne und Erde zu verwenden. Er schätzte die Kosten auf zwischen einer und zehn Billionen US-Dollar und schlug vor, wie vor ihm Hermann Oberth, diesen Weltraum-Sonnenschutz aus Mondgestein auf dem Mond herzustellen.
Weltraum-Sonnenschutz wurde auch in der Diskussionsrunde „Antwortoptionen auf schnellen oder schweren Klimawandel“ vorgeschlagen, die im September 2001 vom Climate Change Technology Programm des Präsidenten der USA organisiert wurde. Lowell Wood
, ein hochrangiger Wissenschaftler am Lawrence Livermore National Laboratory hat vorgeschlagen, einen oder mehrere Drahtgitter-"Spiegel" im Orbit zu stationieren, um das Sonnenlicht zurück in den Weltraum zu lenken oder es zu filtern. Wood berechnete, dass die Ablenkung von 1 % des Sonnenlichts die klimatische Stabilität wiederherstellen würde, und das würde entweder einen einzelnen Spiegel mit einer Fläche von 1.600.000 km2  oder mehrere kleinere Spiegel erfordern. Wood forschte seit mehr als zehn Jahren an der Idee, hielt sie aber für so undurchführbar, dass es nur ein Backup-Plan zur Lösung des Problems der globalen Erwärmung sein sollte.
Im Januar 2007 berichtete „The Guardian“, dass die US-Regierung empfohlen habe, die Forschung zur Ablenkung des Sonnenlichts, einschließlich Weltraumspiegel, im Einklang mit dem nächsten Bericht der Vereinten Nationen über den Klimawandel fortzusetzen. Zusätzlich zum Weltraumspiegel umfassten die vorgeschlagenen Techniken zur Reduzierung des Sonnenlichts den Start von Tausenden stark reflektierender Ballons und das Pumpen von Sulfat-Tröpfchen in die obere Atmosphäre, um Vulkanemissionen zu simulieren.
David Schrag von der Harvard University und David Keith von der University of Calgary organisierten im November 2007 eine Climate-Engineering-Konferenz. Die Forschungsgemeinschaft war sich einig, dass es sich lohnt, solche Ideen trotz ihrer hohen Kosten und der bezweifelten Machbarkeit einiger Ideen, einschließlich des Weltraum-Sonnenschutzes weiter zu untersuchen, auch wenn damit das Risiko besteht, dass dadurch die Aufmerksamkeit von der Reduzierung der Treibhausgasemissionen abgelenkt wird.

### Zweck
Weltraum-Spiegel/-Sonnenschutzflächen sind so konzipiert, dass sie die Energiemenge, die einen Planeten von der Sonne erreicht, entweder erhöhen oder verringern, mit dem Ziel, die Wirkung der UV-Strahlung zu verändern oder Licht auf einen Planeten zu reflektieren oder von diesem abzulenken, um die Lichtverhältnisse der Sonne zu verändern. Weltraum-Spiegel/-Sonnenschutzflächen sind ein Beispiel für Solar Radiation Management (SRM), ein „theoretischer Ansatz zur Verringerung einiger Auswirkungen des Klimawandels durch Reflexion einer kleinen Menge einfallenden Sonnenlichts zurück in den Weltraum.“ Das Konzept besteht darin, genügend Sonnenlicht zu reflektieren, um die Temperatur der Erdatmosphäre zu senken und somit den Erwärmungseffekt durch Treibhausgase auszugleichen.

#### Geoengineering
Die meisten bisherigen Vorschläge zur Entwicklung von Weltraum-Sonnenschutzflächen zielen speziell darauf ab, das Fortschreiten des Klimawandels auf der Erde zu verlangsamen. Das Ablenken einer kleinen Menge Sonnenenergie aus der Erdatmosphäre würde die Menge an Energie verringern, die in das Ökosystem der Erde gelangt.

#### Reflexion/Ablenkung des Sonnenlichts
Einige Vorschläge für die Entwicklung von Weltraum-Sonnenschutz/-Spiegel konzentrieren sich auch auf die Möglichkeit, lokale Lichtverhältnisse auf der Erdoberfläche zu ändern, indem bestimmte Abschnitte abgeschattet oder Sonnenlicht auf kleine Abschnitte reflektiert werden. Dies könnte ein differenziertes Klima in lokalen Gebieten und möglicherweise zusätzliches Sonnenlicht für ein verbessertes Pflanzenwachstum ermöglichen. Ein erster praktischer Versuch, Sonnenlicht zu reflektieren, wurde in den 1990er Jahren von der russischen Agentur "Projektname: Znamya unternommen.

### Debatte
Klimaexperten haben davor gewarnt, dass Geoengineering-Vorschläge wie Weltraum-Sonnenschutz zwar möglicherweise den Planeten kühlen können, aber keinen Nutzen für andere klimabedingte Probleme wie hohe Säurewerte im Ozean aufgrund der Ansammlung von Kohlenstoff bieten würden. In der Vergangenheit haben sich viele Wissenschaftler auch gegen die Idee gewehrt, Geoengineering zur Eindämmung des Klimawandels einzusetzen, da die Risiken negativer Auswirkungen zu groß wären und sie zudem befürchteten, dass dies die Menschen dazu ermutigen würde, weiterhin fossile Brennstoffe zu verwenden, die zu diesem Wandel beitragen.

### Politik
Bisweilen waren Politiker eifriger darauf bedacht, Vorschläge für Klimatechnik und Weltraum-Sonnenschutz zu diskutieren, als Wissenschaftler über deren Umsetzung nachzudenken. Politiker in den Regierungen von George W. Bush und Barack Obama haben die Finanzierung von Vorschlägen für US-basierten Weltraum-Sonnenschutz diskutiert und vorgeschlagen. Wissenschaftler sind jedoch immer noch besorgt über die erheblichen Risiken. Matthew Watson von der University of Bristol leitete eine 5 Millionen Pfund teure Forschungsstudie über die möglichen nachteiligen Auswirkungen von Climate Engineering und sagte: „Wir schlafwandeln in eine Katastrophe mit dem Klimawandel. Die Reduzierung von Emissionen ist zweifellos das, worauf wir uns konzentrieren sollten, aber es scheint zu scheitern. Obwohl Geoengineering für viele Menschen erschreckend ist, und ich zähle mich dazu, sind [seine Durchführbarkeit und Sicherheit] Fragen, die beantwortet werden müssen.“ Professor Steve Rayner von der Universität Oxford ist auch besorgt über die negativen Auswirkungen von Geoengineering, insbesondere über die Möglichkeit, dass die Menschen die Auswirkungen zu positiv einschätzen und aufhören, das eigentliche Problem des Klimawandels, die Kohlenstoffdioxidemission, forciert zu beseitigen. Er sagt jedoch, dass es einen möglichen Grund für Klima-Engineering gibt: „Die Leute verurteilen Geoengineering als Pflaster, aber Pflaster sind nützlich, wenn Sie heilen.“.
2016 empfiehlt der Wissenschaftliche Beirat der Bundesregierung Globale Umweltveränderungen (WBGU) in seinem Sondergutachten Entwicklung und Gerechtigkeit durch Transformation, keine Maßnahmen zu ergreifen, die auf die Manipulation des globalen Strahlungshaushalts abzielen, und empfiehlt der G20, sich kritisch zu Geoengineering zu positionieren. Mittlerweile geht im Jahr 2022 allerdings selbst der Weltklimarat (Intergovernmental Panel on Climate Change) davon aus, dass die Reduktion von Emissionen nicht mehr ausreicht, um die Ziele des Pariser Klimaabkommens zu erreichen. Geoengineering ist nicht die Lösung für den Klimawandel. Es wird aber immer wahrscheinlicher, dass wir es einsetzen müssen, um die Überschreitung von Kippelementen im Klimasystem zu verhindern und die Folgen des bereits in Gang gesetzten Klimawandels abzumildern. Deshalb ist es wichtig sich jetzt mit den notwendigen Technologien auseinanderzusetzen.

### Russische Umsetzung
Das Znamya-Projekt war eine Serie von Orbitalspiegel-Experimenten in den 1990er Jahren, die Sonnenenergie auf die Erde strahlen sollten, indem sie Sonnenlicht reflektierten. Es bestand aus drei Experimenten, dem Experiment Znamya 1, Znamya 2 und dem gescheiterten Experiment Znamya 2.5. Das Experiment Znamya 1 war ein Bodenexperiment. Znamya 2 war der erste erfolgreiche Start im Znamya-Projekt. Es war der unbemannten Progress M-15 beigefügt worden. Der Einsatz führte zu einem hellen Licht mit einer Breite von 5 km und der Intensität eines Vollmonds. Znamya 3 wurde vorgeschlagen, aber wegen des Versagens von Znamya 2.5 nie umgesetzt. Das Projekt wurde von der Weltraumorganisation der Russischen Föderation Roskosmos nach dem gescheiterten Einsatz von Znamya 2.5 aufgegeben.

## Wissenschaftliche Theorie

### Geoengineering und Klimawandel
Geoengineering-Forschungsbemühungen, die Änderungen des Erdklimas abzumildern oder umzukehren, können in zwei verschiedene Kategorien unterteilt werden: Carbon Dioxide Removal (CDR) und Solar Radiation Management (SRM). Kohlendioxid ist die Hauptquelle für den Klimawandel auf der Erde, da es zu einem Anstieg der Atmosphärentemperatur und einer Versäuerung der Ozeane führt. Obwohl die Kohlendioxid-Entfernung aus der Atmosphäre den bisherigen Klimawandel rückgängig machen würde, ist die Entfernung von Kohlenstoff im Vergleich zum Management der Sonneneinstrahlung ein langsamerer und schwierigerer Prozess.
Das Management der Sonnenstrahlung dient dazu, die Auswirkungen der atmosphärischen Erwärmung aufgrund der Verbrennung fossiler Brennstoffe und der anschließenden Freisetzung von Treibhausgasen direkt abzuschwächen. Weltraum-Sonnenschutzflächen fallen unter diese Kategorie des Geoengineering, da sie dazu dienen, die Sonnenstrahlung abzuschwächen und damit die wärmende Wirkung der Sonne zu verringern.

### Forschungs- und Entwicklungsvorschläge
Der Physiker Hermann Oberth ließ seinem ersten Vorschlag aus dem Jahr 1923 weitere Veröffentlichungen folgen, in denen er den bis dahin erzielten technischen Fortschritt berücksichtigt hat: 1929 „Wege zur Raumschiffahrt“, 1954 „Menschen im Weltraum. Neue Projekte für Raketen- und Raumfahrt“ und 1978 „Der Weltraumspiegel“. Das Konzept von Hermann Oberth sieht aus Kostengründen vor, dass die Bauteile auf dem Mond aus Mondmineral statt auf der Erde hergestellt werden sollten. Ein Spiegel mit 300 km Durchmesser würde dann, weil das Material nur gegen die geringere Anziehungskraft des Mondes und statt mit Raketen mit der von ihm konzipierten Mondschleuder ins Weltall transportiert würden, statt 1000 Milliarden DM nur 2 Milliarden DM kosten (Seite 115, 187). Von der Mondoberfläche würden die Bauteile also mittels der von ihm konzipierten elektromagnetischen Mondschleuder in eine Mondumlaufbahn geschossen und an einem 60°-Librationspunkt „gestapelt“. Von dort würden die Bauteile mit den von ihm konzipierten elektrischen Raumschiffen in die Erdumlaufbahn transportiert werden können und dort würden sie zu Spiegeln von 100 bis 300 km Durchmessern zusammengebaut. Die Flugbahn um die Erde ist elliptisch mit einem Apogäum zwischen 5000 und 6000 km und einem Perigäum zwischen 1000 und 2000 km. Die Bauzeit könnte gegenüber einem Transport von der Erde aus von 10–15 Jahren auf ca. 1 Jahr verkürzt werden (Seite 338). Er schätzte 1978: Beginn der Verwirklichung zwischen 2018 und 2038 (Seite 181).  Ein klarer Vorteil der Methode ist ihre Kontrollierbarkeit: Werden steuerbare Raumsonden verwendet, kann der Einstrahlungseffekt von der Erde aus aktiv kontrolliert und variiert werden. Zudem werden für diese Methode im Vergleich zu anderen Ansätzen eher geringerer klimatische Nebenwirkungen erwartet.
In den 1980er Jahren gab es mehr theoretische Vorschläge für Weltraum-Sonnenschutzflächen, als Wissenschaftler versuchten, einen praktikablen Weg zu finden, Sonnenlicht teilweise zu reflektieren und die Erwärmung der Erdatmosphäre mithilfe einer Weltraum-Sonnenschutzfläche zu verlangsamen. 1989 schlug der Ingenieur James Early einen 2.000 km großen Glasschild vor, der zwischen Sonne und Erde am Lagrange-Punkt 1  etwa 1,5 Mio. km von der Erde entfernt, in eine mit der Erdumlaufbahn synchronen Umlaufbahn um die Sonne platziert werden soll. Der Glasschild müsste aufgrund seiner schieren Masse auf dem Mond aus Mondgestein gebaut werden. Lowell Wood, ein Forscher am Lawrence Livermore National Laboratory, schlug ebenfalls vor, einen einzelnen, massiven Spiegel am Lagrange-Punkt 1, etwa 1,5 Mio. km von der Erde entfernt, in eine mit der Erdumlaufbahn synchronen Umlaufbahn um die Sonne zu schicken. Während des Umlauf am Lagrange-Punkt 1 könnte die Sonnenschutzfläche ohne zusätzliche Energiezufuhr im Orbit bleiben und weiterhin das Sonnenlicht abschwächen.
Vom Raumfahrtberatungsunternehmen Star Technology and Research wurde 2002 eine Konzeption vorgeschlagen, die wie die Hermann Oberthsche Konzeption die erdnahe Umlaufbahn nutzt. Die Experten von Star errechneten, dass ein Netzwerk aus steuerbaren Weltraumspiegeln, die wie einer der Saturnringe den Erdäquator umkreisen, die durchschnittliche Lufttemperatur um bis zu 3 Grad Celsius (5,4 Grad Fahrenheit) senken könnte, während es gleichzeitig Strom aus Solarpaneelen an Bord erzeugt und abstrahlt zur Erde.
Ein solcher Ansatz könnte jedoch zu Problemen führen. Der Autor des Berichts und Präsident von Star Technology, Jerome Pearson, errechnete, dass 5 Millionen Raumschiffe nötig wären, um das gewünschte Ergebnis zu erzielen, und selbst wenn jedes einzelne Raumschiff 100 Jahre halten könnte, bedeutete das, dass 137 Schiffe pro Tag ersetzt oder repariert werden müssten. Und das Raumschiff würde „Sterne“ produzieren, die vom Boden aus sichtbar wären. (Pearsons anderer hypothetischer Vorschlag, ein Ring aus reflektierenden Steinen an derselben Position, würde den Nachthimmel mit dem Äquivalent von 12 Vollmonden erhellen.)
Im Jahr 2006 schlug Roger Angel, ein Forscher an der University of Arizona, vor, Millionen kleinerer Weltraumspiegel anstelle eines großen Spiegels zu schicken, um die Kosten zu senken und die Machbarkeit zu erhöhen, da ein einzelner Spiegel ungefähr 600.000 Quadratmeilen groß sein müsste, um nur ein Prozent des Sonnenlicht zu blockieren.
Gegenwärtige Technologien erlauben nicht die sofortige Herstellung und den Einsatz eines erschwinglichen Sonnenschutzes. Die Masse dieser Weltraum-Sonnenschutzfläche am Lagrange-Punkt 1 macht sie zu teuer. Daher schlagen im Jahr 2022 Olivia Borgue und Andreas M. Hein von der Universität in Luxemburg einen nahezu strahlungsdrucklosen Sonnenschutz am Lagrange-Punkt 1 vor, der drei Größenordnungen leichter sein soll als alle bisherigen Sonnenschild-Konstruktionsvorschläge. Seine nahezu strahlungsdruckfreie Fähigkeit wird durch die Implementierung von transparenten Membranen erreicht, die aus porösem SiO2 hergestellt sind. 10–15 Jahre Technologieentwicklung, die sich auf die Entwicklung von ultradünnen Filmen mit niedrigem n-Wert, hocheffiziente Membranpackungen und Verstauungs- und Einsatzkonfigurationen für Satelliten konzentrierten, könnten jedoch die Entwicklung eines 5,5 × 105 Tonnen schweren Sonnenschutzsystems ermöglichen, der mit 859 bis 399 Starts pro Jahr in weniger als 10 Jahren (ca. 3 und 1 Start pro Tag) bis 2050 installiert werden könnte.
Andrew Yang, ein demokratischer US-Präsidentschaftskandidat im Jahr 2020, belebte die Weltraumspiegel-Bewegung mit seiner erweiterbaren Weltraumspiegel-Initiative. Laut Yangs Vorschlag müssen US-Forscher Satelliten schaffen, die denen ähneln, die bereits im Orbit sind, die mit einziehbaren Weltraumspiegeln ausgestattet sind, die im Notfall schnell und einfach aus- und eingefahren werden können.
Tharshan Maheswaran und Sebastian Fix von der Universität Stuttgart, Institut Raumfahrtsysteme beschreiben 2021 eine Roadmap für Entwicklung, Bau und Transport eines internationalen planetarischen Sonnenschilds (IPSS) am Lagrange-Punkt 1, der gleichzeitig eine Photovoltaik-Anlage sein könnte. Auch hier wird, wie bei Hermann Oberth, von einer Herstellung auf dem Mond, der Benutzung einer elektromagnetischen Mondschleuder (Lunar Coilgun) und vom Transport der Bauteile vom Mond zum Lagrange-Punkt 1 zwischen Erde und Sonne mittels elektrischer Raumschiffe (alternativ mit Sonnensegeln) ausgegangen. Die Autoren verweisen auf die vielen internationalen Aktivitäten und die Chance den Sonnenschild bis 2060 in Betrieb zu nehmen.

## Entwicklung

### Herausforderungen
Nach dem russischen Znamya-Raumspiegelexperiment im Jahr 1993 gab es keine aktive Entwicklung von Raumspiegeln aufgrund der bloßen Herausforderungen, die mit ihrem Einsatz und den möglichen Folgen verbunden sind.

#### Bereitstellungslogistik
Der Einsatz und die Wartung einer Flotte von kleinen Weltraumspiegeln, die einen Schatten von etwa 100.000 Kilometern im Weltraum erzeugen können, würde notwendige Faktoren wie Energie, Bau, Transport und Bodenunterstützung umfassen. Insgesamt belaufen sich die geschätzten Kosten für den Bau und den Versand einer Flotte von Weltraumspiegeln auf rund 750 Milliarden Dollar. Wenn die Weltraumspiegel eine Lebensdauer von 50 Jahren erreichen können, werden die jährlichen Wartungskosten auf etwa 100 Milliarden Dollar geschätzt. Wenn außerdem ein einzelner Satellit am Ende seiner Lebensdauer ersetzt werden müsste, würden sich die Kosten des gesamten Vorgangs auf 5 Billionen Dollar belaufen.
Der Einsatz entweder eines großen Weltraumspiegels oder einer Flotte kleinerer Spiegel muss auch die Millionen von Weltraumschrott in der Erdumlaufbahn berücksichtigen. Die meisten Trümmer sind klein und wiegen etwa 1 Gramm. Je nach Geschwindigkeit können solche Trümmer jedoch für Satelliten katastrophal sein, wenn sie kollidieren sollten. Orbitalsatelliten müssten daher aus dem Weg des verfolgten Weltraumschrotts aus dem Weltraumspiegel manövrieren. Wenn außerdem ein sehr großer Weltraumspiegel eingesetzt würde, wäre seine riesige Oberfläche ein sehr großes Ziel für Weltraumschrott. Daher wird sich das Manövrieren von Hunderten von Weltraumspiegeln oder einem sehr großen Weltraumspiegel aufgrund des Weltraummülls und der potenziellen Größe des Weltraumspiegels als sehr schwierig erweisen.

#### Unbeabsichtigter Klimawandel
Die direkte Reflexion der Sonnenstrahlung von der Erde weg kann bestimmte nachteilige Auswirkungen auf das Klima haben. Da die Erde weniger Sonneneinstrahlung ausgesetzt ist, kühlt sich der Planet ab, aber dies könnte zu unvorhersehbaren Wettermustern führen. Ein allgemeiner Rückgang der globalen Temperatur kann den Wasserkreislauf und könnte die Intensität von Dürren und Überschwemmungen erhöhen. Darüber hinaus können sich Temperatur- und Klimaänderungen auch negativ auf den Anbau von Nutzpflanzen auswirken. Dadurch könnten etwa 65 % der Weltbevölkerung durch die Reflexion der Sonnenstrahlung beeinträchtigt werden.